# Höstsonaten
Höstsonaten è un gruppo musicale che ruota intorno alla figura del musicista rock-progressive italiano Fabio Zuffanti. 

## Storia
Höstsonaten ha pubblicato sette album (più una raccolta di rarità) di musica tra rock progressivo, jazz e folk con la partecipazione di numerosi musicisti ospiti. Il nome del gruppo deriva dal film di Ingmar Bergman Sinfonia d’autunno ed i suoi componenti oltre a Zuffanti sono estremamente variabili. Ai primi due dischi Hostsonaten e Mirrorgames prodotti dalla Mellow Records, sono seguiti altri quattro (prodotti da AMS Records che vanno a formare una saga sulle stagioni. Le quattro parti di questa grande opera denominata 'SeasonsCycle Suite' sono costituite da Summereve (parte 1), Autumnsymphony (parte 2), Winterthrough (parte 3) e Springsong (parte 4). Dopo questo poderoso progetto Zuffanti si mette al lavoro sulla trasposizione musicale del poema di Samuel Taylor Coleridge La ballata del vecchio marinaio. Il disco che contiene le prime quattro parti dell'opera esce nell'aprile 2012 per AMS.

## Discografia

### Album in studio
- 1996 – Höstsonaten (Mellow Records)
- 1998 – Mirrorgames (Mellow Records)
- 2002 – Seasoncycle part IV: Springsong (Iridea Records)
- 2008 – Seasoncycle part III: Winterthrough (AMS/VM 2000/Btf)
- 2009 – Seasoncycle part II: Autumnsymphony (AMS/VM 2000/Btf)
- 2011 – Seasoncycle part I: Summereve (AMS/VM 2000/Btf)
- 2012 – The Rime of the Ancient Mariner - Chapter One (AMS/VM 2000/Btf)
- 2016 – Symphony n.1: Cupid & Psyche (AMS Records/BTF)

### Album dal vivo
- 2013 – The Rime of the Ancient Mariner - Chapter One - Alive in Theatre (AMS/VM 2000/Btf)

## Attuale formazione
- Fabio Zuffanti: basso, composizione, arrangiamenti
- Luca Scherani: tastiere, arrangiamenti
- Sylvia Trabucco: violino
- Joanne Roan: flauto